# Clement Stephan
Clement Stephan   (Bochov, c. 1530 - Cheb, 1592) fou compositor alemany del segle xvi.
El 1520 era xantre a Nuremberg. Va compondre les obres següents: Passio secundum Matthauem, das ist das lieben und Sterben Jesu Christi (Nuremberg, 1550); Cantiones sacrae 4, 5 et 6 vocum (Nuremberg, 1560); XXXV cantiones 6, 7, 12 et plurium vocum (Nuremberg, 1568), i Psalmus 128 (Nuremberg, 1569). A més, publicà una interessant antologia d'autors antics amb el títol de Harmoniae suavissimae 8, 5 et 4 vocum (Nuremberg, 1567-68).